# 里约达斯奥斯特拉斯
里约达斯奥斯特拉斯是巴西里约热内卢州的一个市镇。总面积230.621平方公里，总人口96622人，人口密度419人/平方公里。
全市已遭受的海滩，河流和湖泊的污染缺乏基本的卫生和环境退化的环境影响，由于环保等领域（预约定价安排）的生物属性（动植物）的保护和保存的非法占领。来自家庭和企业的秘密污水的内陆排放已经以激进的方式导致生态系统中的富营养化。
该市的系统性腐败始于1992年4月10日的政治 - 行政解放，并摧毁了Rio das Ostras的大部分地区，迄今为止没有任何基本的卫生设施。饮用水，污水，公共道路铺设和公共交通的缺乏对于获得数万亿石油特许权使用费的市政府来说是一个古老而系统的问题。
如今，Rio das Ostras的大部分海岸线都受到海水的侵蚀，侵蚀和不均匀的不规则建筑的影响。在城市地区，贫民窟，暴力，失业和社会不平等现象大幅增加。缺乏基本卫生设施影响到每个城市。